# رالف دارلینگ
رالف دارلینگ (انگلیسی: Ralph Darling؛ ۱۷۷۲ – ۲ آوریل ۱۸۵۸) نظامی و سیاست‌مدار اهل پادشاهی متحد بریتانیای کبیر و ایرلند بود.